# Scytinostroma alutum
Scytinostroma alutum är en svampart som beskrevs av Lanq. 1984. Scytinostroma alutum ingår i släktet Scytinostroma och familjen Lachnocladiaceae.   Inga underarter finns listade i Catalogue of Life.